# اقتصاد الجزائر

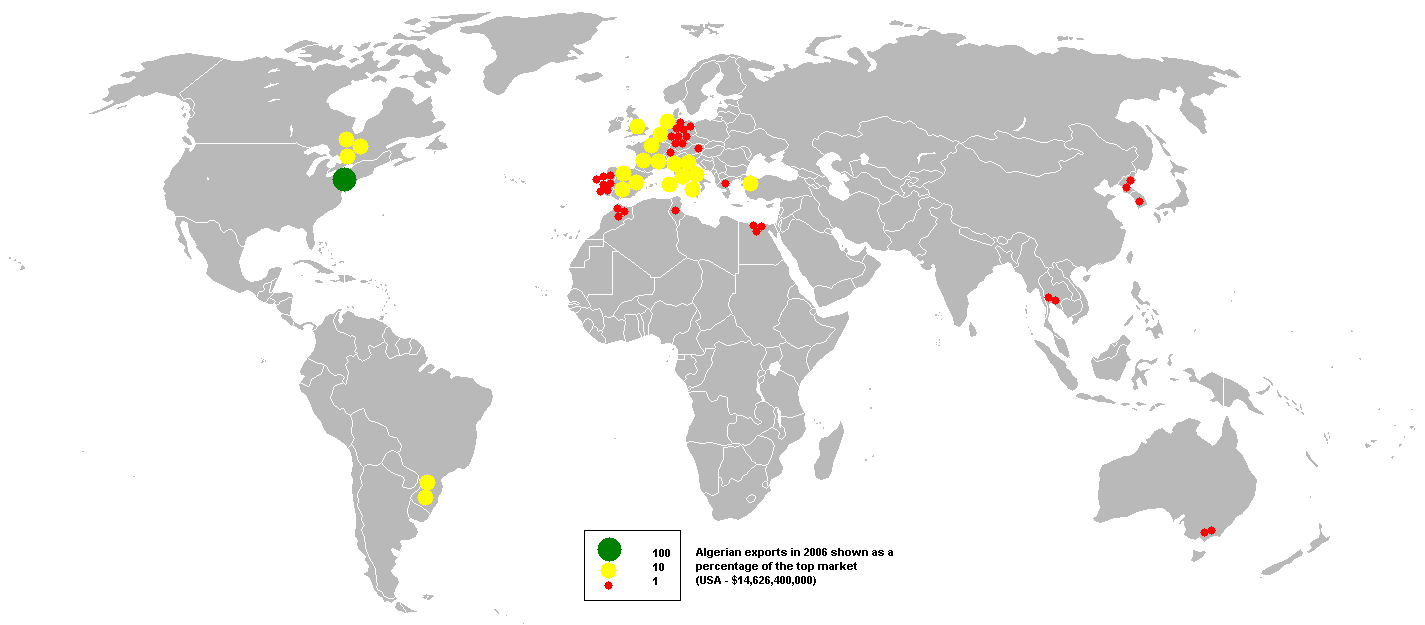
الصادرات الجزائرية عام 2006

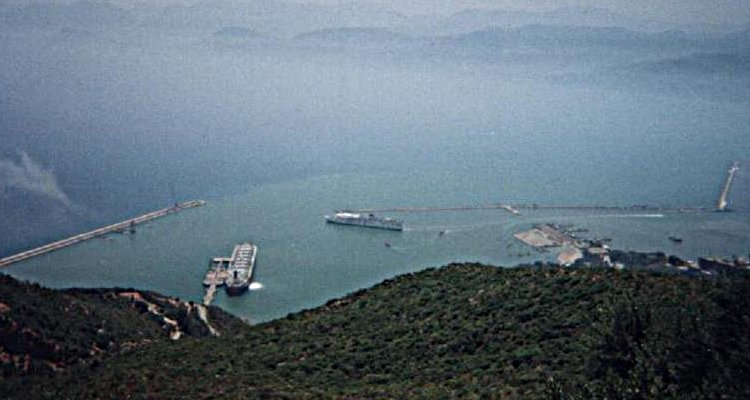
ميناء النفط في بجاية.

غيرت الجزائر نظامها الاقتصادي من النهج الاشتراكي، الذي اعتمدته منذ استقلالها عام 1962، إلى اقتصاد السوق. 
تُعد الجزائر ثالث  أكبر اقتصاد عربي بعد السعودية والإمارات العربية المتحدة، وثاني اقتصاد أفريقي بعد جنوب إفريقيا من حيث الدخل القومي السنوي، وفقاً لإحصاءات منظمة التجارة العالمية لسنة 2007.
يشكل قطاع النفط (المحروقات) الركيزة الأساسية لاقتصاد الجزائر، حيث يسهم بنحو  60% من الميزانية العامة، و %30 من الناتج  المحلي الإجمالي، و 95% من إجمالي الصادرات.
وفقاً لتقرير منظمة الشفافية الدولية لمكافحة الفساد، تراجعت الجزائر من المرتبة 84 إلى 99 عام 2007، متأخرة عن كولومبيا وغانا.
أحتلت الجزائر المركز 119 في مؤشر الابتكار العالمي لعام 2023،  متراجعة عن مركزها السابق (113)  في عام 2019. أما وفق مؤشر الابتكار العالمي لعام 2024، فقد تقدمت الجزائر إلى المركز 115.

## القطاع التجاري
يحتل القطاع التجاري المرتبة الأولى بـ 528٬328 مؤسسة (55٫1% من مجموع المؤسسات التي تم إحصاؤها) متبوع بقطاع الخدمات.
فيأتي قطاع الخدمات في المرتبة الثانية بعد القطاع التجاري ويعتبر قطاع الخدمات كأحد أهم النشاطات الاقتصادية في الجزائر ب325٬440 مؤسسة
أما عدد المؤسسات الاقتصادية الناشطة في القطاع الثالث فهو يقدر بـ 853.77 أي 89% من مجموع المؤسسات الاقتصادية كما أفاد الإحصاء وجود 97٬202 مؤسسة صناعية في القطاع الصناعي. 
من بين المؤسسات الـ 959٬718 التي أحصاها الديوان (خارج القطاع الصناعي) 83٫5% متواجدة في الوسط الحضري و16٫5% في الوسط الريفي. ويطغى القطاع الخاص على النسيج الاقتصادي من خلال 920٬307 مؤسسة (96%) مقابل 2٫4% في القطاع العام في حين تمثل المؤسسات المختلطة والأجنبية 1٫7% من مجموع المؤسسات

### سوق العمل
في أواخر 2003، كان عدد البطالين 24%، لكن البطالة تحت سن 25 سنة كانت أعلى مرتين. الوافدون الجدد على سوق العمل، كذلك مشاكل الهجرة إلى الخارج، جعلت من البطالة أزمة مزمنة، وإحدى العقبات امام الحكومات. خلال 2003 أيضا، كان عدد العمال المنظمين في إتحادات، 18%.
حوالي 40% من العمالة بدون شهادة المتوسط، 20% بدون شهادات جامعية أو أعلى. شكلت المرأة، 7% فقط من سوق العمل، دون أخذ بالحساب، النساء المزارعات. كانت الهجرة للخارج، سبب نقص المهنيين غير المحترفين، كالنجارين، والكهربائيين، ورغم محاولة حكومات الشاذلي جرهم للعودة وتهديدهم بمنع قبول أموالهم لداخل البلاد، إلا أنها لم تفلح سياسات.
أدخلت الحكومة في 1978 نوعا من من المعاش للشبوخ المعوزي، بقدر 1000 دينار كل شهر، ولم يتغير حتى 1990، حين طالبت نقابة العمال UGTA برفعه ل1800 دينار في جانفي 1991 ثم إلى 2000 دينار شهر جويلية نفس السنة.
لم يكن للعمال قرار الاستقلال بنقابات حرة خارجة من عندهم، إلى غاية قانون جوان 1990، الذي أنهى احتكار UGTA التابعة للحزب الواحد من التمثيل الوحيد، ملغيا كذلك الحظر على الإضرابات، مع هذا، استوجب القانون أن تمر النزاعات عبر وساطة، وليس مباشرة.

### مخطط الإنعاش الاقتصادي
عندما ترك الفرنسيون إدارة البلد، غرقت البلاد في فوضى. نقص المؤهلات سببها الأساسي. واجه الرئيس بن بلة المعضلة بالهيكلة المركزية الاشتراكية، التي أعطت الدولة سلطتها التامة على اقتصاد البلد. مساؤى الاشتراكية في التسيير ظهرت بعدها.
جاء هواري بومدين عام 1965 بعد انقلاب جوان، وكان أكثر واقعية. سنوات 1967-69 كانت مرحلة التخطيط. خلقت في 1970 أمانة الدولة للتخطيط المركزي، التابعة لوزارة المالية، مشددة على رغبة السلطة في الاستثمار الاجتماعي والمالي. أنشأت الأمانة المخطط الأول 1970-73 ثم المخطط الثاني الرباعي 1974-77 الذي غيرت التوجه الزراعي إلى الصناعي. ظهرت بعدها سياسة الترقيع بين 1977-79 لخلق استراتيجيات أخرى.
وفي فترة الرئيس الشاذلي  شهدت بروز المخطط الخماسي 1980-84 ثم الخماسي الثاني 1985-89 موجها لتنويع مداخيل البلد، مبرزة نظرة الرئيس الأقل مثالية. عقد حزب FLN مؤتمره الخاص لاختيار الشاذلي بن جديد خليفة لبومدين الذي مات بمرض نادر في الدم عام 1978. 1985-89 شهدت اهتماما أكبر بالقطاع الزراعي، استقلالية تجارية مع ردم أمانة ووزارة التخطيط السابقة.
أكثر من هذا، 1994-1998 سنوات اليمين زروال (الليبيرالي) صاحبت فتح الاقتصاد، شاهدة على فتح رؤوس البنوك العمومية في الفترة الحالية.

### دور الدولة في الاقتصاد
كانت روح الغيرة وراء مخططات الدولة السابقة، مع نزعة حماية طبقة المجاهدين والإخلاص للاشتراكية. اقتصاد معزول، سبب ندرة المواد الأساسية، التبذير، ضعف التسيير وانعدام المسؤولية. جاء الحل في فتح النقاش السياسي، تحرير الاقتصاد، لهيكلة الدولة من جديد.
مسكت الدولة تسيير المؤسسات التي صنعتها، مفككة الصناعة الكبيرة لأجزاء صغيرة، أنشأت شركة سوناطراك مثلا عام 1963 ثم قسمت ل 13 وحدة مستقلة عام 1980. عدم المبالاة بالسياسة الزراعية، خلقها أسواق الفلاح الفارغة تقابلها جرارات فلاحية مكدسة.
بعد أحداث أكتوبر 1988، انتبهت الدولة لأسعار الطاقة أكثر، محاولة تغيير نمط صادراتها.
أعطى صندوق النقد علامات ممتازة للجزائر في مراحلها الانتقالية، المغيرة لسياسة احتكار الدولة. صاحبتها عودة الأراضي الزراعية لمن يخدمها، حين اممتها الدولة في السبعينات، مع إعطاء البنك المركزي سلطة تحديد الديون وتوزيع الأموال، بعد أن كان القانون سياسيا.
لم يستقر البلد سياسيا بعد، حتى تكون الإصلاحات مستقلة عن القرار السياسي.

### المال العام
احتلت الجزائر مراتب وسطى في معدل الدخل للدول عام 1992، مركزة على توسيع نشاطها الاقتصادي. ارتفع معدل الإنتاج القومي حدود 18% خلال العشرية 70-80، لكنه جاء على حساب الزراعي، حيث انخفض من 15% سنة 1965 إلى 9% عام 1985. وضعية استعجالية، تدخلت فيها الدولة لاستيراد المواد الغذائية المنعدمة في السوق. الجزائر التي كانت مصدرة للقمح زمن فرنسا صارت تستورده زمن الاستقلال.
تخصص الدولة 98% من واردات النفط لتحسين قيمة عملتها الدينار، كما ظهر على الساحة ضرورة تغير النمط الريعي، وإدخال التجارة كمحرك أساسي للاقتصاد. ساعدت العائدات مؤخرا في مسح المديونية الخارجية، إلا ان الحكومات، ولخوفها من الدخول الاجتماعي كل سنة، ما زالت محافظة على الإنفاق العام المبذر في قطاعات مشلولة.
خصخصة الشركات العامة بالشراكة أو البيع المفتوح محاصر بالعراقيل الإدارية، فتح قطاع البنوك (في ظل ندرة المشترين) ما زال يعامل بخوف كل مرة.

### الميزانية
تاريخيا وحسب كل سنة، تغيرت ميزانية الدولة في كل قطاع، لكل مخطط ميزانية مثلا، سواء بدعم كبير للصناعة، أو الزراعة، أو دعم المنشلآت التحتية. الحكومة لم تسلم من الانتقادات كل مرة. قطاع التعليم أخذ حصة الأسد ب27% عام 1989، ثم 28.8% عام 1991، في حين بقي الإنفاق العسكري في حدود 9% خلال نفس السنوات. قطاع السكن الذي أهملته الدولة قبلا، ذكرتها به تلك الجموع الحاشدة في كل مرة تنزل فيه قائمة المستفيدين من السكن.
الدخل حاليا تعدى 80 مليار دولار (مليار) فائقا النفقات العامة 25 مليار دولار. موارد الطاقة أهم مورد للمال 98%، يجيء التحصيل الضريبي، الخدمات ب12.5%

### الاستثمار الأجنبي
البحبوحة المالية التي عرفتها الجزائر مؤخرا دفعت بميل الدول المتوسطية نحوها، لكن فتح السوق هو من شجعها. حين فتحت الدولة عدة قطاعات للاستثمار. الجزائر حاليا في أول قائمة المستثمرين الأوربيين وأرباب العمل الاجانب، وفي عدة مجالات كالإتصلات والسياحة.
رغم هذا، ما زالت الدولة بطيئة في إصلاحاتها، أبرز حادثة، تحول رأس مال خليجي بقيمة 8 مليارات د لدول مجاورة بسسب البيروقراطية الأصيلة..

### الهزات الاقتصادية
إن هيكلية الاقتصاد الجزائري المبني على عائدات تصدير النفط الخام قادت إلى تأثر المؤشرات الاقتصادية الكلية للبلاد بأي تغير تشهده الأسواق العالمية للخام.

## القطاع الزراعي
تقرير منظمة التغذية العالمية بالإنجليزي.
كانت الجزائر قبل الاستعمار الفرنسي تصدر القمح والشعير إلى الأوروبا، وبعد استقلال الجزائر مع ذهاب كبار المزارعين الفرنسيين انهار المستوى الزراعي، الذي كان من أعمدة الاقتصاد. باكتفاء ذاتي وتصدير أيضا، بأسعار نافست السوق الأوروبية. حين كانت الجزائر منتجة 90% من القمح المحتاج عام 1962، صار الأمر ل25% فقط من الإنتاج المطلوب. مثلت الزراعة 65% من مداخيل الجزائر، قبل دخول محطة تصدير النفط والغاز. الاهتمام بها ولى، كسياسة للبلد نحو التصنيع المتهافت عليه، على النحو نفسه، تناقصت اليد العاملة في القطاع من 40% الستينات، إلى 20% التسعينات. لم تساهم الزراعة بسوى 7% من الدخل السنوي.
رغم هذا، وكنتيجة للهزات النفطية، رجعت الدولة للزراعة، كذلك مساهمة في استقرار الأهالي المزارعين في مناطقهم، الذين تشكل الزراعة (و أرضهم) رزقهم الخاص. المساحة الزراعية في الجزائر ضئيلة جدا، 3% من البلد، 5٫7 مليون هكتار. 12% أخرى تناسب الزراعة الغابية والسهوبية فقط. تمثل المساحة المستغلة فعلا 1.7% من البلد، الحبوب، كمنتوج أولي. تتعرض هذه المساحة الزراعية لمعدلات مطرية مناسبة. بعد 1989، اتجهت الحكومة بدعم أقوى للزراعة، الري والسقاية كان محورا البرنامج لزيادة الإنتاجية بتوزيع 1٫8 مليار م مكعب من المياه.

### ملكية الأرض
شكل الرئيس بومدين القرى الاشتراكية، مغيرا الملكية الفردية للأرض. كان على الفلاحين تقبل الامر، قروض من الدولة، بذور، ومعدات فلاحية، فالانضمام للعملية. بعد 1974، وإدامة لهذا النهج، 10 هكر ل60 ألف قروي، داخل 6000 قرية. كانت النتائج الأولية مشجعة، وكان طموح بومدين، 1700 قرية نزيلة 140 ألف فلاح.
مع موت الرئيس، انقطع الدعم عن هذه القرى، كانت خسائر الميزانية والإنفاق الكبير عليها كبيرين. الإنتاجية الضعيفة أكلت فوائدها، فقررت حكومة الشاذلي التركيز على البنى التحتية، السدود ومنشآت السقي.
أهم الأحداث، تخلص الدولة من هذه القرى لصالح الملكية الفردية بين 1980-84. 700ألف هكر للفلاحين الخواص، بزيادة للقطاع الخاص 5 ملايين هكتار. حررت السوق معطية توجها نحو زيادة المنتوجية، صار بعدها 80 هكر لكل فلاح. صارت ملكية الفلاح على أرضه الجديدة حرة، كانت سياسة موفقة، وزادت الإنتاجية خلال 1988.
كانت نية الدولة أيضا، الاستعداد لحياة بعد النفط، في مخطط 1985-89. ميزانية الزراعة ارتفعت، خاصة قطاع المياه. من 10% خلال 1985 إلى 145 في 1990، معلنة نية الزيادة، 20 ألف هكر مسقي كل عام.
رغم كون الجزائر في 1993 مستوردا للغذاء (45% في 1989، 3٫1 مليار دولار) عملت الدولة لتوفير منتجات غذائية رخيصة الثمن، للبطون الجائعة.دعم الأسعار الغذائية أسهل طريقة، أسعار الخبز، الرز، زيت الطهي، الحليب والسكر. كان التلاعب في هذا القطاع مشجعا لفتح الاستيراد للقطاع الخاص. تم خلالها أيضا فتح الصادرات للقطاع الفلاحي، فشجعت الدولة الفلاحين على طلب التموين من أي موزع. قانون 1991 فكك سيطرة البلدية على توزيع الأراضي، فاتحة المزاد على الأراضي.

### الزراعة والثروة المائية
الزراعة في الجزائر قطاع إستراتيجي في الاقتصاد الوطني، ولايزال يلعب دورا هاما لذلك خصصت الجزائر جزءا كبيرا من مجهوداتها لتكثيف الزراعة. وحصة القيمة المضافة الزراعية في الناتج المحلي الإجمالي هو 10.1 ٪، وقدرت المناطق المروية ب197٬835 هكتار عام 2006. والإنتاج الزراعي في الجزائر متنوع، لكنه يخضع لعامل التقلبات المناخية. مما يحعله يتغير من سنة إلى أخرى.ومنها:
- الحبوب: بلغ إنتاج الجزائر للحبوب سنة 2010 بحوالي 45 مليون قنطار أي بانخفاض بحوالي 27% مقارنة بسنة 2009م. وهي المحصول الزراعي الرئيسي، تشغل 3٫04 مليون هكتار أي 46% من الأراضي المزروعة في المناطق الشمالية ومردودها مازلال ضعيفا حوالي 13 ق/هكتار. ولكن الدولة عازمة على توقيف استيراد القمح الصلب بعد خمس سنوات، وهي فترة ستعطي للفلاحين فرصة لتنظيم أنفسهم والاعتماد على التقنيات الحديثة والوصول إلى إنتاج ما بين 25 و30 قنطارا في الهكتار، خاصة، أن الجزائر جمدت استيراد هذا النوع من المنتجات ذات الاستهلاك الوطني الواسع منذ أفريل2009.
- الخضر الجافة: هي زراعة معاشية في الجزائر، تمارس بالتناوب مع الحبوب في المناطق التلية.
- الأشجار المثمرة: تغطي 555٬020 هكتارا أي 6.7% من المساحة المزروعة، أهم أنواعها:
- الزيتون: ويغطي 310٬000 هكتار 2/3 هذه المساحة توجد في 5 ولايات هي بجاية التي تضم وحدها 30.8% منها، تيزي وزو، البويرة، جيجل، سطيف يقدر العدد الكلي للأشجار المزروعة ب24٫6 مليون شجرة، 88% من الإنتاج موجه لإنتاج الزيت. والجزائر هي في المرتبة الخامسة في المستوى المتوسط في إنتاج زيت الزيتون. كما دعمت الجزائر زراعة الزيتون بمخطط 10 سنوات، لتجديد 100 ألأف هكر من الأشجار، وإنشاء 200 ضاغطة زيتون. التبغ كان المنافس الحقيقي للخضراوت، يحتل مساحة مهمة، وهو كمنتج تجاري أكثر أمنا وربحية.
- الكروم: تقلصت مساحة زراعة الكروم إلى 97٬696 هكتار، وتنتشر في المنطقة التلية المواجهة للمطر وخاصة الجزء الغربي منها وهران.
- الحمضيات: تتركز في الشريط الساحلي تقدر مساحتها ب:59٬368 هكتار، بلغ الإنتاج السنوي سنة 2010 5٫7 مليون قنطار أي بمردود 99.2% ق/هكتار. تضم أبرز الولايات (غليزان، البليدة، الشلف، معسكر).
- النخيل: تتركز معظم واحات النخيل في الصحراء الشمالية الشرقية، وتقدر ب18٫7 مليون نخلة، تتوزع على 17 ولاية بمساحة إجمالية تقدر 170٬000 هكتار. أنتج 6٫5 مليون قنطار، بأنواعها المختلفة. أهمها دقلة نور التي تمثل 49% من إنتاج التمور، والدقلة البضاء التي تأتي في المرتبة الثانية بنسبة 30.2% من مجموع الإنتاج. كما تحتل ولاية الوادي المرتبة الأولى في إنتاج دقلة نور.
- المحاصيل الزراعية الصناعية: وأهمها الطماطم الصناعية والتبغ والبنجر السكري، وتخصص لها أخصب الأراض الزراعية، وتنتشر في السهول الساحلية والأحواض الداخلية على مساحة تقدر بنحة 39٬164 هكتار. وتوسعت زراعة الطماطم لتندمج في الواحات في بعض مناطق الجنوب مثل أدرار.

الثروة الحيوانية في الجزائر: تقوم «تربية المواشي في الجزائر» على خمسة أنواع رئيسية هي الأبقار، الأغنام، الماعز، الخيول، جمال (اسم). تتصدر تربية الأغنام الإنتاج الحيواني بطريقى الرعي الواسع، في الهضاب العليا بصفة خاصة ويبلغ عددها 20 مليون رأس أي 80% من مجموع رؤوس الماشية. أما تربية الأبقار فتسود في المنطقة التلية وخاصة في الإقليم الشرقي منه.

### الأنعام
عدد قطعان الماشية ازداد بعد الاستقلال، بالمقارنة خاصة مع الإنتاج الزراعي، سبب هذا، إضافة لضعف التحكم في الأمراض، ونقص الوسائل الحديثة في التربية، تناقصا ملحوظا. زاد إنتاج اللحوم خلال السبعينات، لكنه توقف في الثمانينات، مما جعل الحكومة تنتبه لهذا المجال. حوالي 60% من حاجيات الجزائر من الألبان كانت مستوردة في التسعينات.
كان قطاع «اللحوم البيضاء» أكثر نجاحا، باكتفاء ذاتي في الثمانينات. قبل هذه الفترة، حاولت قوانين بومدين الزراعية هيكلة الرعي في الهضاب، لكنها لم توفق في تغيير نمط حياة الرعاة. 5% من الرعاة، ملكوا 50% من كامل التراب للرعي. بتقدير المنظمة العالمية للتغذية، كانت الجزائر خلال 2004 بأكثر من 13٫4 مليون رأس غنم، 3.7 م ماعز، 1.4 م من الأبقار.
في 2002، قدم الفلاحون 551 ألف طن من اللحوم الحمراء. غياب الرقابة الفعلية عن سوق اللحم، جعلها النوادر الخطيرة.

### المجاري المائية
تتواجد في الجزائر عدة مجاري مائية تسمى بالأودية لعدم انتظام مجاريها وتذبذب تدفق مياهه، وتتركز معظمها في الوسط والشمال الشرقي للجزائر منها : وادي الصومام، وادي مزفران، وادي سيبوس، وادي الرمل، وادي مجردة، وادي المقطع، وادي الحميز، وادي عين الحمام. ويعتبر أكبر وأطولها هو وادي الشلف الذي ينبع من ولاية الأغواط من جبال الأطلس الصحراوي والذي يتواجد في الشمال الغربي مع طول 725 كم ويصل في بعض الأحيان تدفق مياهه إلى 1 500 م3/ثا، ومعظمها يأتي من جبال الأطلس التلي من خلال رافده واد واصل وتصب في البحر الأبيض المتوسط.
وفي الجنوب من منطقة التل، الأودية فيها ليست دائمة الجريان، وتتشكل بها بحيرات مالحة في المناطق الصحراوية، ولكنها مؤقتة بالنسبة لمعظمها كشط الحضنة وشط الشرقي. فالأودية الشمالية تصب في البحر الأبيض المتوسط بينما الأودية الجنوبية تنبع من الأطلس الصحراوي وتشكل أكبر احتياط للمياه في العالم، وهي تسمى بالمياه الجوفية وتسمى بطبقات المياه الألبينية وهو حسب التقديرات أكبر احتياطي للمياه العذبة في العالم وهي مدفونة تحت رمال الصحراء الجزائر مع مساحة إجمالية تقدر ب900 000 كم2 في منطقة أدرار وتمنراست.
بين الواحات، التي هي جزء من الشبكة المائية للبلاد وتشمل : جانت، غرداية، ورقلة، واد ريغ، تامنغست، تبلبالة، تيميمون، تقرت، طولقة، فلياش، زعاطشة. ويتم تغذية واحتي طولقة والزيبان بالشبكات المائية في الأوراس. وأخيرا، أغرغار يحتوي أيضا على كمية كبيرة من المياه الجوفية ويتم إرساء عدة مشاريع لحفر أبار مطورة لجذب المياه الجوفية منها مشروع بعين صالح. وفي منطقة الأوراس الشرقية، يتواجد العديد من الأودية منها : واد الأبيوض، وادي عبدي، وادي الأحمر، وادي تاقا، سبخة مدغاسن، سبخة ذراع بولطيف، شط جندلي، واد المعذر، وادي الرمل في قسنطينة والواحات في كل من القنطرة والغوفي.ويوجد في المنطقة أيضا الينابيع الساخنة الساخنة مثل: حمام الصالحين بخنشلة، حمام المسخوطين بقالمة، وادي شارف بولاية سوق أهراس.
كما تتوفر الجزائر أيضا على قدر ضخم من المياه الجوفية، وهو ما يشكل قاعدة صناعية مربحة لأي استثمار طاقوي مستقبلي.

### الثروة الغابية
تتربع الجزائر على مليون وسبعمئة الف هكتار من الغابات الجزائر، والمختصين يقولون بان الواقع أمر. مخطط السد الأخضر 1985-89 كما رأينا أعلاه توقف لأسباب مالية، كان هدفه زيادة الخضرة ب10%، زاد في البلية قوة الصحراء والرعي غير المنظم.
الشركة الوطنية لخشب الفلين، محتكرة لصناعة الخشب في الجزائر. أكثر من 300ألف م مكعب في صالحها في 1991. تحل الجزائر المرتبة الثالثة في تصديره بعد إسبانيا والبرتغال. إضافة لهذا، الجزائر مصدر مهم لشجر الصنوبر.

### الثروة السمكية
رغم شريطها الساحلي المتوسسطي، 1244 كم، بقيت صناعة الصيد متخلفة، معتمدة على المجهود العائلي، بدل الصناعة الضخمة. تجهزت الحكومة لهذا، وبشراكة مع السنغال في 1980 تعاقدت لاستغلال شواطئ الأطلسي الغنية. في 1991، كانت نية الحكومة زيادة المردودية في حوض البحر الأبيض بهيكلة عصرية للموانئ وتشجيع الاجانب في السوق المحلية، برغم هذا، تناقصت الإنتاجية، من 106 ألف خلال 1988 إلى 99ألفا في 2001. وفي سنة 2011 امضت الجزائر مع موريتانيا يسمح للجزائر بصيد في سواحل موريتانيا.

## الموارد الطاقوية
المحروقات

الجزائر الممون الثالث بالغاز الطبيعي والبترول للإتحاد الأوروبي

يشكل النفط والغاز الطبيعي المسيّل، ثروة البلاد الرئيسية وأخطرها على مستقبل البلد، فهي تمثل 97% من المداخيل من العملة الصعبة، لذى فإن تقلبات أسعار النفط لها انعكاس مباشر على التوازنات المالية والاقتصادية للبلاد. النفط الجزائري، خفيف، بكمية أقل من الكبريت، مطلوب بشدة في السوق العالمية. إنتاج النفط الخام، مركزا في حاسي مسعود، جنوب قسنطينة، في منطقة تسمى زارزايتين، قرب الحدود الليبية، تناقص بشدة، ولم يعد يمثل سوى 1% من الإنتاج العالمي.
رغم وجود أكثر من 50 حقل بترول، الذروة التي كانت 1٫2 مليون برميل في 1978 انخفضت ل700ألف في 1990. خفضت الحكومة سقف الإنتاج، لاطالة عمر الحقول، وتماشيا مع سياسة منظمة الدول المصدرة للنفط OPEC. مثلت قدرة الجزائر في تكرار البترول 475ألف برميل يوميا.
إحصائيات قدرت نفاذ المخزون النفطي في 1992 خلال 3 عشريات (نفاذ في 2030)، تركت بلبلة في الطاقم الحكومي، خاصة مع سقوط أسعار البترول بحدة. فتحت خلالها الدولة الباب أمام استثمار الشركات الأجنبية الكبرى في أوت 1986. كانت سوناطراك، الشركة الوطنية، مجبرة على تقبل الشراكة مع الأجانب وتقنياتهم العالية كما أكدت الحكومة أنها ستخضع كل الخلافات بينها وبين الشركات الأجنبية للمحكمة الدولية، وذلك كضمانات للاستثمار الأجنبي.
قدرت مدة نفاذ المحصول الغازي في 1992، ب60 سنة. (نفاذ في 2050). هذا الاحتياطي الذي يبلغ 3200 مليار م مكعب، أهم قيمة من النفط حاليا، مع سياسة التنويع. حاسي الرمل بولاية الأغواط، جنوب الجز ائر، كان أكبر حقل، 2/3 من المخزون الوطني.
كل محطات تمييع الغاز مملوكة لسوناطراك، التي شجعت باتفاقيات مع أوروبا تمديد أنابيب الغاز عبر البحر الأبيضن لإيطاليا وإسبانيا. بعد محاولة الحكومة رفع سعر الغاز، بحجة عدم أخذ السعر الحقيقي، قررت الخروج من منظمة الدول المصدرة للنفط في مجال الغاز، لتدخل الأسواق الحرة. كما انجزت الجزائر انبوب لتصدير الغاز يمر عبر التراب التونسي إلى إيطاليا ودول مجاورة أوروبية عام 1984 كما انجزت انبوب ثاني يمر عبر تراب المغرب إلى إسبانيا والبرتغال وانجزت انبوب ثالث يمر عبر البحر مباشرة من الجزائر إلى إسبانيا ومن إسبانيا إلى البرتغال وفرنسا. وخططت الجزائر لانجاز انبوب رابع عبر البحر مباشرة من الجزائر إلى إيطاليا
زيادة صادرات البترول أو الغاز المكرر، أحد أولويات الحكومة، في سياسة التنويع. ساعدها أيضا، زيادة الطلب الداخلي عليها، من المنازل ووسائل النقل. فتحت سوناطراك حقلا قديما في أرزيو لموافقة الطلب، غرب الجزائر في 1990، معيدة أيضا هيكلة حقل حاسي مسعود.
سوناطراك، وككل شركة عمومية لها مساؤها الإدارية، تطلبت حد تفكيكها كلية، لكنها قوبلت بمعارضة المغترفين أصحاب المنافع أو السياسيين (حزب العمال) بعقلية الاشتراكية الكسولة. اقترح أحد نواب الأرسيدي، أن توضع الشركة تحت إدارة مسؤولة مستقلة، كشركة خاصة، مع ابقاء الأموال متداولة في السوق الجزائرية دون السماح بخروجها.
رغم الأسعار المرتفعة حاليا، تبقى الأولية: التخلص من عبئ هذا القطاع غير المأمون، بفتح سياسة اقتصادية واعية ومسؤولة وشفافة.

### المعادن
أستغلت مصادر الجزائر من المعادن بشدة داخليا، لكنها أيضا صدرت: الحديد الخام، الفوسفات، الزئبق، والزنك منذ 1970م. تأسست الشركة الوطنية للبحث والمناجم في 1967، ثم أعيدت هيكلتها في 1983 لعدة وحدات، أهمها «فيرفوس» (Ferphos)، المبينة في عنابة، ب3 وحدات، وميناء أيضا. شركة أخرى «ايريم» (Erem) المتخصصة في أبحاث المعادن في بومرداس.
يتواجد الحديد الخام في بني صاف، في الشمال، كذلك الونزة وبو خضرة، على الحدود الشرقية. تغير مستوى الإنتاجية على فترات، بين 2 و 3 ملايين طن خلال السبعينات. يمثل منجم الونزة وحده 75% من كامل الإنتاج، مع تصدير لإيطاليا وبريطانيا. أيضا يوجد احتياط كبير منه في غار جبيلات، تندوف غربا، أكبر احتياطي عربي. أهم منجم للزنك في جبال عابد، قرب الحدود المغربية، ومنجم خرزات، منطقة سطيف، التي يتواجد فيها أيضا الرصاص.
يوجد الفوسفات في جبال العنق شمالا، تم تجهيزه منذ الستينات، بطاقة 1٫3 مليون طن خلال 1988. مقسمة بين التصدير (فرنسا وإسبانيا) وداخليافي حقل عنابة. أكبر المناجم مربوطة بالموانئ عبر سكك الحديد. ويتواجد الزنك في مناجم العباد، قرب وهران غربا.
كما يوجد أكبر منجم وأكبر احتياطي للملح في الجزائر ببلدية الحمراية ومستغل من طرف «شركة آيكوسال» شركة قويدر للملح كما تعمل على تطوير هذه المادة الأساسية والسهر على المحافظة على نسبة اليود بالملح.

### مولدات الطاقة الكهربائية
ازدياد الطلب المحلي على موارد الطاقة داخليا، رافقه طلب على الكهرباء، دليل على ازدياد نسبة سكان المدن. الزيادة كانت بأربعة أضعاف منذ 1970 و 1990، كنتيجة أيضا لتوصيل القرى والمنشآت البعيدة بالطاقة.
سونلغاز، الشركة الوطنية، كانت ولا زالت المسؤول عن توزيع الكهرباء والغاز محليا، قدرت استغلال الكهرباء ب350 ألف كم في 2005، مقارنة ب 102 ألف سنة 1987.
كانت كل الطاقة الكهربائية من مولدات السدود في الستينات، صارت 7% 3 عقود بعدها. العاصمة، وهران، وعنابة أهم مزود، ثم تحول الإنتاج من الفحم إلى الغاز.
بحثا عن الطاقات البديلة، انشأت اكومة 1982 لجنة خاصة للطاقة النووية، الشمسية وأخرى. بعض تعرض برنامج الدولة النووي لضغوط المراقبة الدولية، تعهدت مؤخرا بمساعدة الجزائر في هذا الميدان.

### طاقة البديلة النظيفة
تمتلك الجزائر 65 حقلا يختزن ثروات متعددة من الطاقات البديلة كالمياه والرياح والكتل الحيوية. حيث تكشف خرائط مركز تطوير الطاقات المتجدد
إنّ الجزائر بموقعها الجغرافي الشاسع، لديها عشرات حقول الطاقة الشمسية، وتعدّ هذه الحقول الأكبر من نوعها في العالم، بحكم احتوائها على 5 مليارات جيغاواط في الساعة/سنويا، وتمتاز هذه الحقول المتوزعة بين مناطق الشمال والصحراء والهضاب العليا، بقدرة تشميسية تصل إلى حدود 3٬900 سا/سنويا.
واستنادا إلى بيانات مركز تطوير الطاقات المتجددة، يقدّر مختصون معدل الجزائر السنوي من التشمّس بـ2٬550 ساعة في الشمال و3٬819 ساعة في الصحراء، بما يمكّن من إنتاج نوعي للطاقة الشمسية الكبرى بنسق سنوي يتراوح بين 1٬700 و2٬650 كيلواط في الساعة لكل متر مربع.
كما تتوفر الجزائر أيضا على قدر ضخم من المياه الجوفية، وهو ما يشكل قاعدة صناعية مربحة لأي استثمار طاقوي مستقبلي.

## القوة الصناعية
مثلت الصناعة خلال التسعينات، الأمل بالخروج من عبودية المحروقات. أهم وسائلها استغلال النفط في إعادة تكرير محلي ثم بيعه. الصناعة الجزائرية حديثة النشأة، قامت على إهمال الزراعة، خلال الحقبة الاشتراكية.
شكلت الصناعة خارج القطاع النفطي عام 2004، 9% فقط من مدخول الميزانية. صناعة الحديد بدأت في مركب الحجار، خلال السبعينات. رغم هذا، وبعد عشرية، لم يتجاوز الحجار 20% من طاقته الإنتاجية، ضعف التسيير (شركة عامة) والإجراءات البيروقراطية وراء ذلك. تحول الرئيس الشاذلي نحو الصناعات الأخف، والتي توفر مناصب شغل أفضل. تمت خوصصة مركب الحجار للحديد والصلب بشراكة مع «ميتاستيل الهندية».
خلال السبعينات، ظهرت صناعة الأحذية، والملابس عبر الوطن، فرصة للمستثمرين المحليين. صناعة المعدات الزراعية، من جرارات وأخرى، كانت محتكرة من الشركة الوطنية (SNCM)، التي فككت أخيرا لوحدات خاصة. شجعت عملية إعادة الهيكلة، حصول الجزائر على قرض ب99٫5 مليون دولار من البنك الدولي، لهيكلة باقي القطاع الصناعي.
مجموعات صناعية ضخمة تعاني من رداءة القطاع العام تحاول الدولة جاهدة في خوصصتها، لمن يشتري.
تنافسية القطاع الخاص بدأت تلاحظ، لكنها ما زالت ضعيفة في وجه التحديات. قطاع النسيج وصناعي الأغذية كمثال.
- قطاع البناء والتعمير:

أزمة السكن، كانت أولية الدولة بعد الانفجار السكاني في السبعينات. معظم الجزائيريين صاروا أهل حضر، لكن الدولة انتبهت لهذا متأخرة في الثمانينات. المخطط الخماسي 1980-84 أبرز المعوقات: الآجال غير المحترمة، إدخال الخدمات للمنازل المأهولة، حماية البيئة، وبيع عقارات الدولة. كذلك جعلت الدولة إرادة خلق قطاع صناعي للبناء.
أهمية أزمة السكن، جعلت الدولة تعين وزير سكن جديد في التسعينات، بمهمة واحدة: تفادي الانفجار الشعبي. القطاع العام لم يكن كافيا لإنتاج المزيد، ولا القطاع الخاص. الطلب كان 250 ألف وحدة سكنية كل عام.
كان هنالك نقص في مليوني سكن خلال 1993، نقص الاسمنت سبب رئيسي، برغم وجود 4 شركات وطنية، وتواجد الخواص أيضا. أدخلت الدولة أيضا المساكن الجاهزة خلال فترات (زلزال بومرداس مثلا).
لجأت الدولة حاليا للتعاقد مع كبرى الدول لحل هذا المشكل، الصين في مقدمة المناقصات. ورشات عدل، وتأجير السكن لمدة، خلق سكنات بغرفة واحدة (F2)

## قطاع الخدمات
قطاع الخدمات وحده شكل 32.3 من الدخل الوطني خلال 2004، لكنه كان مشغلا لأغلبية العمال. ازداد مدخول هذا القطاع سنويا بنسبة 1.3% بيم 1990-2002، وب2.5 سنة 2002. يتعرض حاليا لهيكلة من جديد، فيأتي قطاع الخدمات في المرتبة الثانية بعد القطاع التجاري ويعتبر قطاع الخدمات كأحد أهم النشاطات الاقتصادية في الجزائر ب325٬440 مؤسسة.

### السوق المالي
تشكل بنك الجزائر في 1963، مستبدلا البنك الفرنسي الاستيطاني، وكان له دور بعد 1971 في مراقبة البنوك الثلاث: البنك الوطني، البنك الخارجي، والقرض الشعبي، متخليا عن صلاحيات إدارة القطاعات الأخرى لمؤسسات أصغر.
سنوات الثمانينات، ظهرت عدة فروع نتيجة إعادة الهيكلة، حسب المجالات، مثل بنك الدعم الفلاحي، أو للقروض طويلة المدى، البنك الجزائري للتنمية.
ظروف تاريخية (العشرية السوداء) كانت وراء تخلف سوق المال في الجزائر، مع تعافي البلد ظهر اهتمام بخوصصة البنوك العامة، مع إنشاء سوق البورصة عام 2000 ، مع هذا يبقى قطاع البنوك بهيمنة الدولة عليه، الذي يعاني من المديونية الكبيرة على للشركات الوطنية.
في أواخر 2004، بنوك الدولة تحكمت في 90% من القطاع المال، رغم أنه تم ترخيص 15 بنكا خاصا منذ 1998. كل عام، من 1991 إلى 2003، تخسر بنوك الدولة ما يعادل 4% من الميزانية في ديون الشركات الوطنية.
جاء الحل دائما من الخارج، وباقتراح صندوق النقد الدولي، شاهدنا تحسينا في آدائها، حيت تم إلغاء الديون بين البنوك والشركات الوطنية، واستبدالها بدعم مباشر من الحكومات، كذلك المراقبة على نفعية كل بنك على حدة، المحاسبة الإدارية، وأهم شيء، الشفافية.
عدد قليل من الشركات مسجل في بورصة الجزائر.
كذلك فضائح القطاع الخاص وتحويل الأموال من شركات عمومية، قضية بنك الخليفة أسوأ مثال عن الخلط بين السياسة والمال.

### السياحة

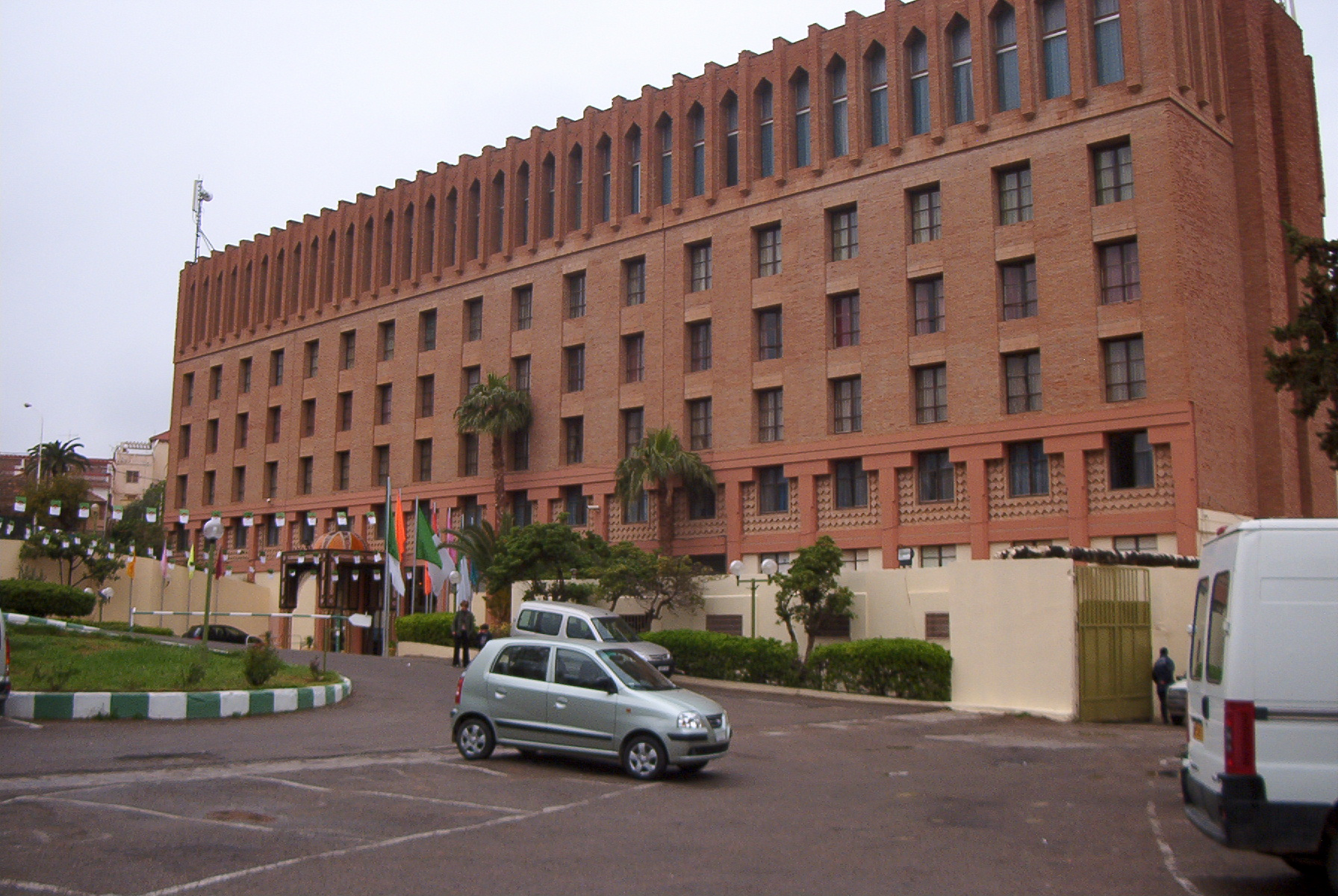
فندق الزيانيين في تلمسان.

- حين كانت الجزائر القبلة الأولى في أفريقيا سياحيا، تراجعت لمراتب حادة، وهي الآن لا تحصل سوى على 900 الف سائح سنويا. في 2001، كان السواح فرنسيين 36% أو تونسيين 17%. الآخرون حسب الجنسية، من مالي، إيطاليا، ليبيا، ألمانيا، إسبانيا، والمغرب.
- كان عنوان السياحة وسبب التراجع، كذلك إدارة الفنادق الموكولة للقطاع العام ورداءته. قامت الدولة بخصصخة القطاع، والتنازل عن أراضي الفنادق غير المجدية، ومع ذلك، فقد اعتمدت الحكومة خطة عرفت باسم «هوريزون 2025»، الذي تم تصميمه لمعالجة النقص في البنية التحتية. مشغلي الفنادق وهناك عدة تخطط لبناء الفنادق، وخصوصا على طول ساحل البحر المتوسط. آخر فرصة محتملة تتضمن العطل مغامرة في الجنوب. وقد حددت الحكومة الجزائرية الهدف من زيادة عدد الزوار الأجانب، بما في ذلك السياح، إلى 1٫2 مليون بحلول عام 2010.

## التجارة

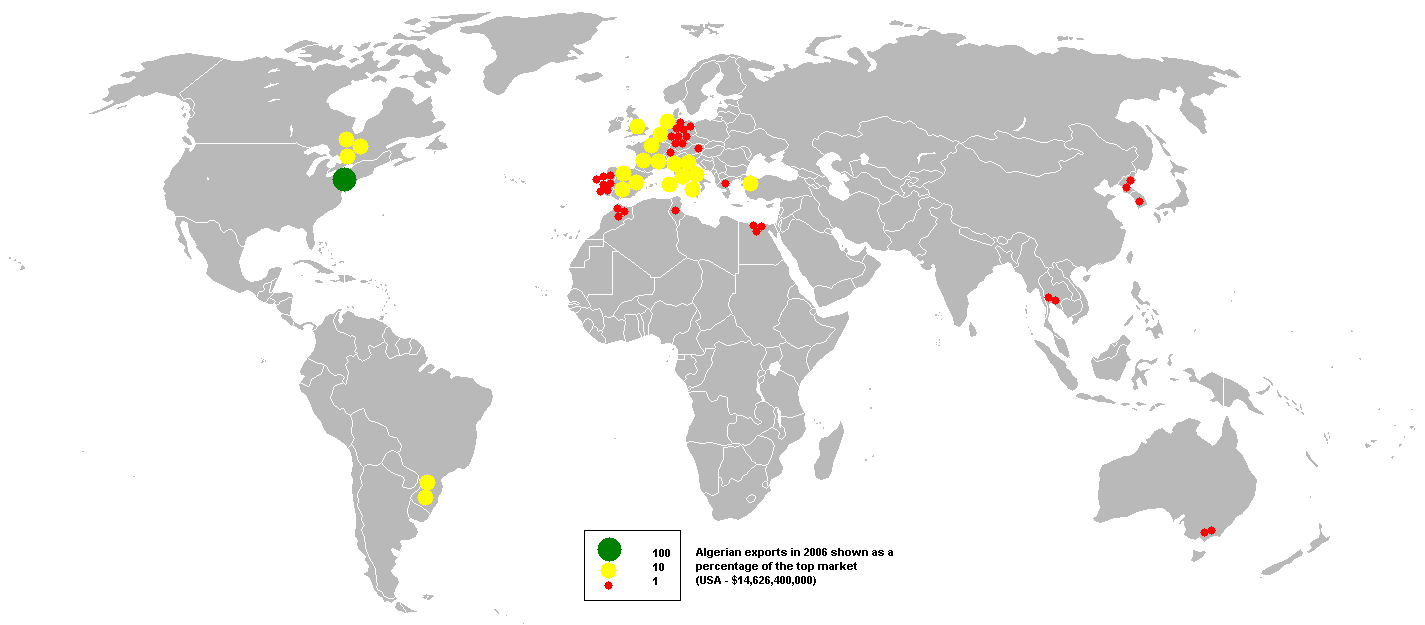
صادرات الجزائر لعام 2006

تحرير الاقتصاد، تحديث إدارة الجمارك، مسح البيروقراطية، وهيكلة البنوك هو التحدي المواجه حاليا، لرغبة الجزائر في دخول المنظمة الدولية للتجارة.

### العلاقات التجارية
تسعى الجزائر لخلق مناخ استثماري (اقتصاد السوق) معوّضة غيابها قبلا، فقامت مثلا بسن قانون المحروقات في 2005 لتشجيع استكشاف منابع طاقوية جديدة، كما هي ساعية لجلب نظر أوروبا واتحادها. هذه الوجهة، تسمح لها بتصدير صناعتها بدون رسوم جمركية، كما تخفض تدريجيا رسومها على الواردات. وقعت الجزائر على معاهدات بطرفين، مع 20 دولة، أوروبية، الصين، مصر، ماليزيا، واليمن. تفاهمت أيضا مع الولايات المتحدة، في مخطط استثمار، جويلية 2001، وهو حاليا في نقاش.
رغم علاقاتها الخاصة مع فرنسا، كأي دولة مستقلة، أرادت الجزائر خلق مناخ دولي حولها، بعلاقات مع العالم الثالث، ودول شرق أوروبا. مع تخلف الوحدة المغاربية، وغياب سياسة تفعيل التجارة العربية، لم يتعد الميزان التجاري بين الجزائر وباقي البلدان العربية 2%.

### الواردات

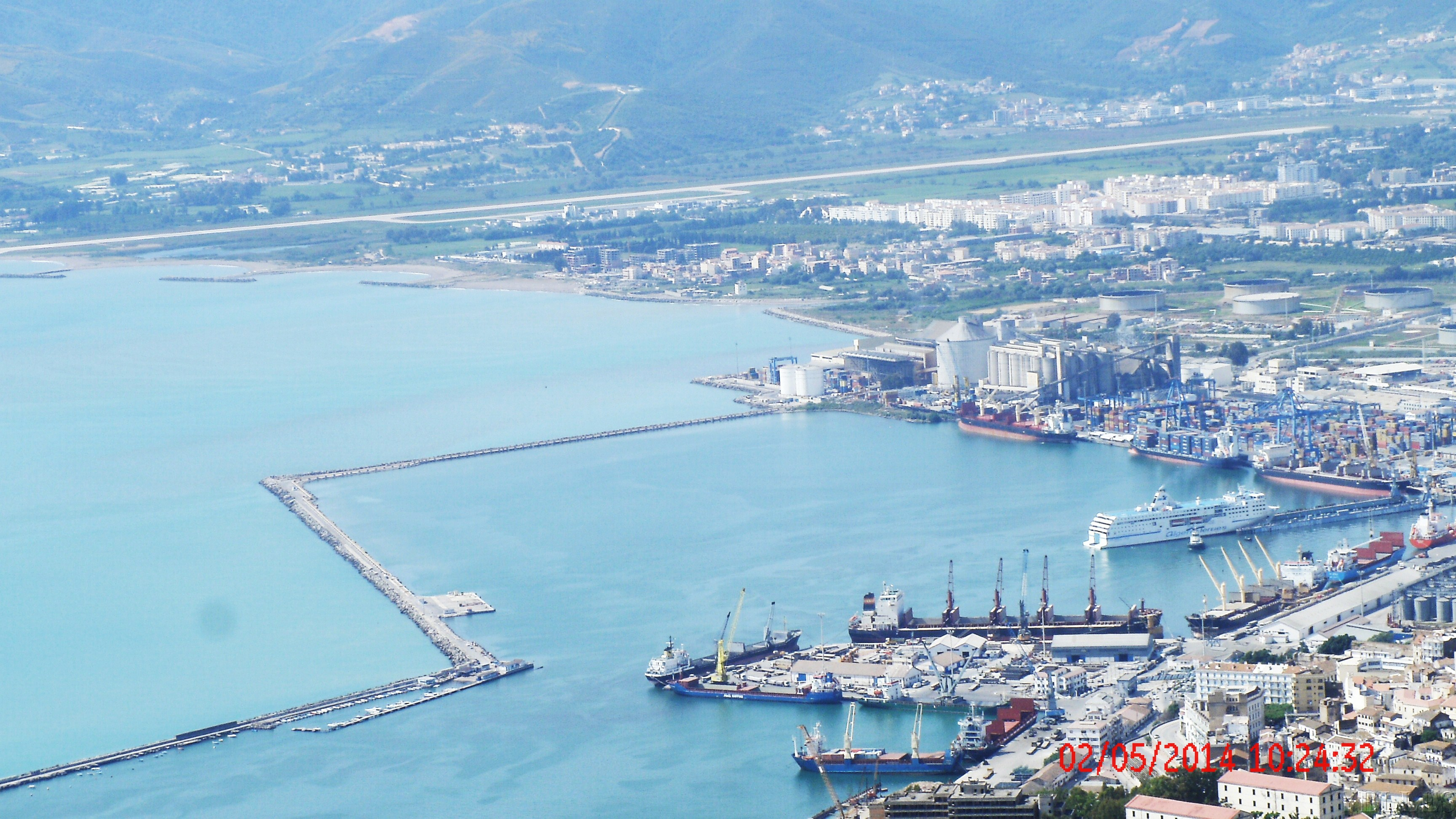
ميناء بجاية

عام 2003، كانت واردات الجزائر 13٫3 مليار دولار. أهمها، سلع الإنتاج 5 مليار.دولار، الغذاء ب2.7 م.د، المواد شبه جاهزة 2.4 م.د، مواد استهلاكية 2.2 م.د. أهم الموزعين كانت فرنسا 32.9%، إيطاليا 10.2%، إسبانيا وألمانيا.
افتتحت مؤخرا في العاصمة متاجر عالمية ضخمة، منافسة القطاع الخاص بشدة، (كارفور مثلا).

### الصادرات
قدرت صادرات الجزائر عام 2003م ب26 مليار دولار، ضعف الواردات، مكونة 38% من الدخل القومي. مثلت المحروقات دوما 95% من الصادرات. أهم المشترين إيطاليا 18.9%، ثم أمريكا التي تفوقت على فرنسا 17.9%
أهم الصادرات حسب التسلسل خارج المحروقات: الفوسفات، الفواكه والخضر (أولى عالميا في إنتاج البزلاء) ثم خام الحديد.
للاشارة بنهاية عام 2022 قدرت صادرات الجزائر بـ 60 (توضيح) مليار دولار منها 7 (عدد) مليار دولار خارج المحروقات.

## اقتصاد الجزائر حسب مساهمة كل ولاية
بصفة عامة نجد ولايات الجنوب هي المساهمة الأكبر في اقتصاد البلاد عكس مدن الشمال التي تفتقر للثروات الباطنية .
من أهم الولايات اسهاما في الاقتصاد الوطني الجزائري نجد كل من : ولاية ورقلة والأغواط واليزي وأدرار وعين صالح بفضل المحروقات و ولاية الوادي وبسكرة والمغير وتقرت وسطيف وقالمة وتيارت ومعسكر والمنيعة وأدرار وعين الدفلى والبليدة والمدية في الانتاج الزراعي و ولايات الجلفة والأغواط والبيض والنعامة والمسيلة وأولاد جلال وتيارت في الانتاج الحيواني  -تربية المواشي -
| الولاية    | الصادرات لعام 2022 بـ (مليار $) | نسبة الاسهام في الاقتصاد الوطني (%) |
| ---------- | ------------------------------- | ----------------------------------- |
| أدرار      | 1                               | 1.66                                |
| الشلف      | ؟                               | ؟                                   |
| الأغواط    | 20                              | 33                                  |
| أم البواقي | ؟                               | ؟                                   |
| باتنة      |                                 |                                     |
| بجاية      |                                 |                                     |
| بسكرة      | 0.2                             | 0.33                                |
| بشار       |                                 |                                     |

نسبة مساهمة كل ولاية في صادرات الجزائر لعام 2022 :
.

## وصلات خارجية
- موسوعة العلوم الاقتصادية أهم الدراسات الأكاديمية حول الاقتصاد الجزائري
- الديوان الوطني للإحصائيات أهم المواقع لآخر الإحصائيات الرسمية.

ملاحظة: المواقع حديثة النشأة، قد تتغير العناوين، حسب آخر أسماء المواقع.
- وزارة المالية للإطلاع على التقارير المالية.
- وزارة المناجم هل تحتوي أرض الجزائر على الذهب؟
- وزارة الصناعة وإعادة الهيكلة.
- وزارة الزراعة آخر أخبار الفلاحة والري.
- وزارة المؤسسات الخاصة لكل المستثمرين الخواص.